# Klumpit (Gebog)
Klumpit is een bestuurslaag in het regentschap Kudus van de provincie Midden-Java, Indonesië. Klumpit telt 11.734 inwoners (volkstelling 2010).